# 神ノ木停留場
神ノ木停留場（かみのきていりゅうじょう）は、大阪府大阪市住吉区住吉1丁目にある阪堺電気軌道上町線の停留場。駅番号はHN09。

## 歴史

### 年表
- 1900年（明治33年）11月29日：大阪馬車鉄道の終端停留場として開業。開業当時の停留場名は上住吉であった。
- 1907年（明治40年）
  - 3月29日：社名変更により大阪電車鉄道の停留場となる。
  - 10月29日：社名変更により浪速電車軌道の停留場となる。
- 1908年（明治41年）2月1日：電化工事のため、一旦廃止となる。
- 1909年（明治42年）12月24日：浪速電車軌道が南海鉄道に合併され、南海鉄道上町線の停留場となる。
- 1910年（明治43年）10月1日：天王寺 - 住吉神社前（現・住吉）間で電車による営業運転開始と同時に旅客営業を再開。
- 1944年（昭和19年）6月1日：会社合併により近畿日本鉄道の停留場となる。
- 1947年（昭和22年）6月1日：路線譲渡により南海電気鉄道の停留場となる。
- 1980年（昭和55年）12月1日：路線譲渡により阪堺電気軌道の停留場となる[1]。

### 駅名の由来
かつて住吉一帯が海岸に面していた頃、中でも大きな古松があり、神木として崇められていたことから来た地名（現在は消失）による。また、このあたりに神様の宿った三本の木があったからと言う説もある。

## 停留場構造

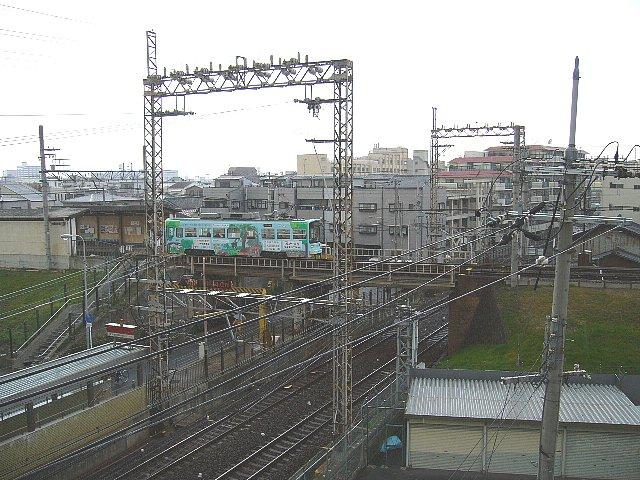
神ノ木停留場（左上）アンダークロスするのは南海高野線（2006年3月）

相対式ホーム2面2線。南海高野線をオーバーパスした築堤上にホームがあり、ホーム東寄りの階段で上る。上下線ともホームに上屋があり、ホーム間は構内踏切で連絡する。

### のりば
| 上り | ■上町線 | 天王寺駅前方面                          | 天王寺駅前 行           |
| 下り | ■上町線 | 住吉・我孫子道・浜寺駅前方面 阪堺線直通 | 我孫子道 行 浜寺駅前 行 |

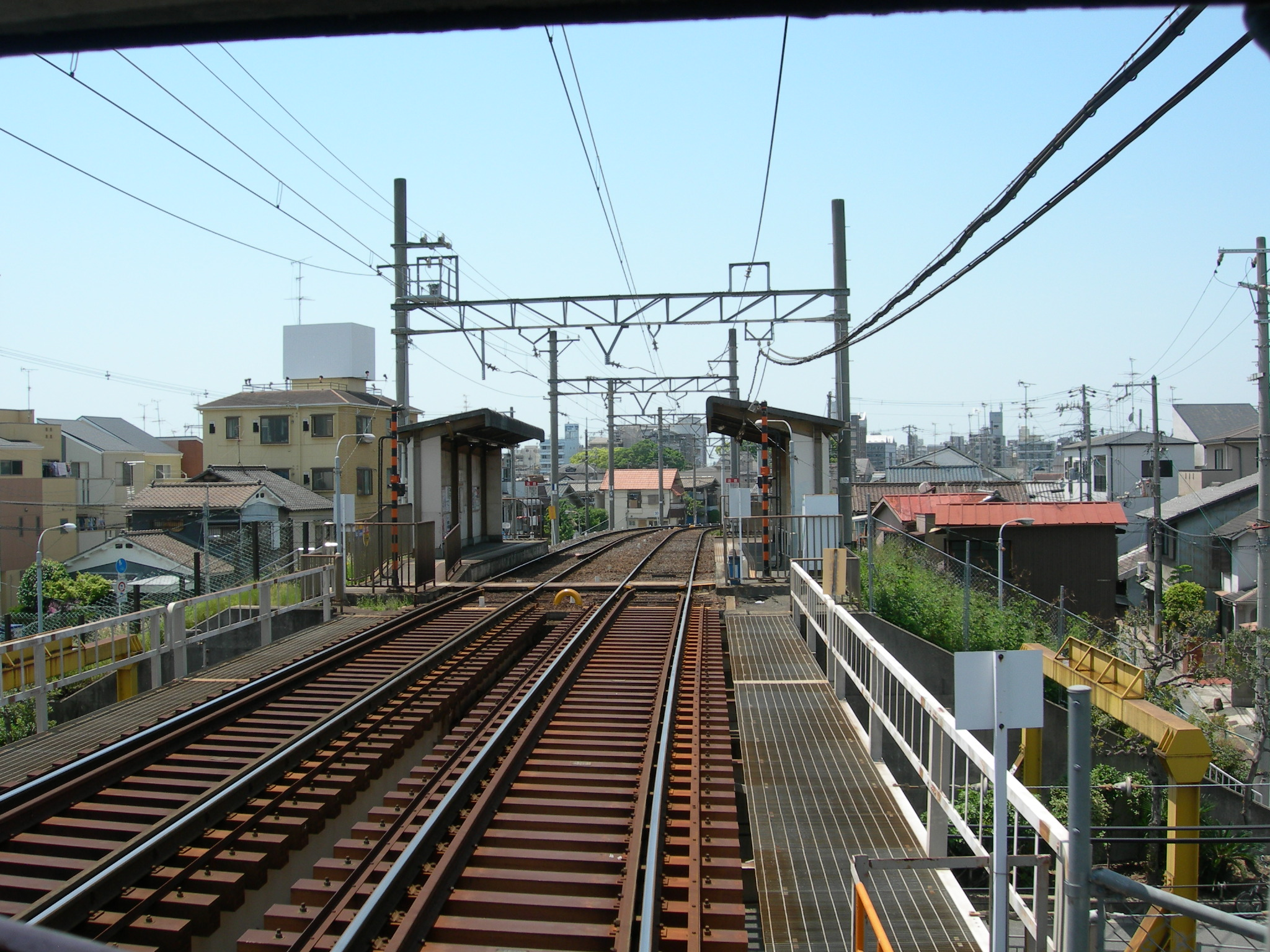
停留場全景（2011年5月、ホーム間は構内踏切で連絡）

## 停留場周辺
- 南海高野線 住吉東駅
- 大阪住吉町郵便局
- 住吉神ノ木郵便局
- 大阪市立住吉小学校
- 東福寺

## 隣の停留場
阪堺電気軌道
■上町線
帝塚山四丁目停留場 (HN08) - 神ノ木停留場 (HN09) - 住吉停留場 (HN10)